# Blue in Green
«Blue in Green» — третья композиция в альбоме Майлза Дэвиса 1959 года Kind of Blue. Одна из двух баллад в записи (вторая — «Flamenco Sketches»), это единственная композиция в альбоме, в которой не участвует альт-саксофонист Кэннонболл Эддерли.

## Предыстория
Долгое время предполагалось, что "Blue in Green" написал пианист Билл Эванс, хотя на пластинке и в большинстве джазовых фейкбуков композиция принадлежит только Дэвису. В своей автобиографии Дэвис утверждает, что он один сочинил пьесу Kind of Blue. В версии, записанной в конце 1959 года для альбома трио Эванса Portrait in Jazz, авторство мелодии приписывают «Дэвису-Эвансу». Эрл Зиндарс в интервью, которое взял Уин Хинкл, заявил, что «Blue in Green» действительно «на 100% принадлежит Биллу».  В радиоинтервью, которое транслировалось 27 мая 1979 года, сам Эванс сказал, что написал эту пьесу. Когда интервьюер Мэриан Макпартленд спросила его об этом, он ответил: «По правде говоря, я [написал музыку]... Я не хочу раздувать из этого федеральный скандал, музыка существует, и Майлз получает гонорары».  Эванс утверждал, что, когда он предложил разделить гонорары, Дэвис выписал ему чек на 25 долларов.
В записи, сделанной в декабре 1958 или январе 1959 года для альбома Чета Бейкера Chet (до сессий Kind of Blue), вступление Эванса в джазовом стандарте "Alone Together" напрямую сравнивается с его игрой в "Blue in Green".

## Музыканты
- Майлз Дэвис – труба
- Джон Колтрейн – тенор - саксофон
- Билл Эванс – пианино
- Пол Чемберс – контрабас
- Джимми Кобб – барабаны

## Наследие
Впоследствии произведение стало стандартом джаза и было записано многими исполнителями, в том числе Франко Амброзетти (1965), Джоном Маклафлином (1970), Кевином Юбэнксом (1982), Артом Фармером (1983), Ральфом Таунером с Гэри Бёртоном (1985), Кассандрой Уилсон (1986, на собственные тексты), Фредом Хершем (1986), Гонсало Рубалькабой (1991), Тирни Саттон (2001, на тексты Мередит д'Амброзио), Кенни Баррелл (2003), Элиан Элиас (2008), Мэриан Макпартленд (2008), Джеки Террассоном (2015), Джеком Деджонеттом с Рави Колтрейном (2016) и многими другими.

Джазовый критик Тед Джойя отмечает:
Я очень восхищаюсь этим произведением, но на самом деле не считаю его песней. Это скорее медитация .... Композиция состоит из десяти тактов, что довольно необычно для джаза, идиомы, которая, как правило, развивается с шагом в 8, 12 или 16 тактов. В результате слух обманывается, когда доходит до конца формы "Blue in Green". Он ожидает еще два или четыре такта, но вместо этого композиция возвращается к началу. ... Несмотря на его популярность, музыкантам нужно набраться смелости, чтобы исполнить [его] на концерте. В "Blue in Green" нет запоминающихся мелодий или ярких интерлюдий, и если вы не заслужили уважение аудитории к камерной музыке, вы рискуете потерять их внимание. ... [В] подходящей обстановке, когда слушатели готовы участвовать в коллективной медитации, это произведение может стать трамплином для опыта, который почти выходит за рамки джаза.